# Ixcatepec (municipalité)
La municipalité d'Ixcatepec est l'une des 212 municipalités de l'État de Veracruz, et est située dans la partie nord de cet État. Située à l'ouest du golfe du Mexique, elle appartient au bassin versant du fleuve Río Pánuco et est assise les piémonts du massif montagneux de la Sierra Madre orientale, qui s'étend à l'ouest. Son chef-lieu est la ville éponyme d'Ixcatepec. Elle dépend de la région Huasteca Baja, du nom du peuple des Huaxtèques qui y est établi, et est une des 10 subdivisions administratives de l'État de Veracruz.

## Géographie
La municipalité d'Ixcatepec est irriguée par de petites rivières faisant partie du secteur sud du bassin versant du fleuve Río Pánuco. Assise sur les piémonts orientaux du massif montagneux de la Sierra Madre orientale, en un secteur nommé Sierra de Otontepec, son altitude oscille entre 10 et 500 mètres. Son chef-lieu, la  ville d'Ixcatepec, se trouve au centre-ouest de son territoire. Ce territoire couvre une superficie de 176,9 km2, et était peuplé en 2020 de 12 379 habitants, pour une densité de 70 habitants par km2.
Cette municipalité est limitrophe à l'ouest de celle de Tantoyuca, au sud de celle de Chicontepec, et à l'est de celle de Chontla.

## Composition et démographie
La municipalité était composée en 2020 de 53 localités, dont une seule était considérée comme urbaine, les autres étant rurales.
| Localité            | Population |
| ------------------- | ---------- |
| Ixcatepec           | 4169       |
| Poza Azul           | 902        |
| Gavilán             | 576        |
| El Rincón           | 571        |
| El Mezquite         | 350        |
| Reste des localités | 5811       |
| Total population    | 12 379     |

En plus de l'espagnol, plusieurs langues amérindiennes sont parlées dans la municipalité, dont les principales sont par ordre d'importance : le nahuatl, les autres langues étant très marginales.

## Histoire
Par un décret datant de 1932, la ville de Santa María Ixcatepec prend le simple nom d'Ixcatepec.

## Économie

### Agriculture et élevage
La superficie des parcelles semées représentait en 2022 une surface totale de 4261,5 hectares, parmi lesquels 3851 hectares étaient voués à la culture du maïs, 197 hectares étaient voués à la culture de l'orange, et 168,5 hectares étaient voués à celle du haricot.
En 2022, la production de viande par tonnes comprenait 873,8 tonnes de viande bovine, 142,7 tonnes de viande porcine, 8,6 tonnes de viande ovine, et 7,4 tonnes de volailles. La superficie vouée à l'élevage représentait alors 13 888 hectares.